# Slavko Cuvaj
Slavko Cuvaj (ur. 26 lutego 1851 w Bjelovarze, zm. 31 stycznia 1931 w Wiedniu) – chorwacki polityk i urzędnik państwowy, ban Chorwacji w latach 1912–1913.

## Życiorys
W latach 1885–1905 pełnił funkcję zastępcy żupana w Osijeku i Požedze. Następnie w latach 1905–1906 był żupanem licko-krbavskim, a w latach 1908–1909 burmistrzem Zagrzebia. W latach 1909–1910 był wicebanem w rządzie Pavla Raucha.
W 1912 roku został banem Chorwacji. Decyzją Franciszka Józefa I chorwacki parlament został rozwiązany. Rozpoczęły się represje względem opozycji. Doszło do antyrządowych demonstracji w Zagrzebiu, Splicie, Dubrowniku, Sarajewie i Mostarze. Miały również miejsce dwa zamachy na życie Cuvaja, z czego jeden przygotowywany przez środowiska komunistyczne. W ramach odpowiedzi władze zawiesiły obowiązywanie konstytucji. Po odejściu ze stanowiska w 1913 roku Cuvaj definitywnie wycofał się z życia publicznego.